# Armalite AR-5
O Armalite AR-5 é um rifle leve de ferrolho, câmara para o cartucho .22 mm, e adotado como o rifle MA-1 de sobrevivência da tripulação aérea pela Força aérea dos Estados Unidos. Foi desenvolvido pela ArmaLite, uma divisão da Fairchild Engine and Airplane Corporation (fabricante de aeronaves) em 1954.

## História
A Força Aérea dos EUA precisava de um rifle compacto, leve e preciso para os novos kits de sobrevivência do bombardeiro tripulado XB-70. Como as armas de sobrevivência M4 e M6 das tripulações aérea não estavam mais em fabricação, a Força Aérea apresentou um pedido para uma nova arma de sobrevivência. Pouco depois que Fairchild estabeleceu a divisão ArmaLite em 1954, ArmaLite projetou e submeteu o AR-5 em resposta. A Força Aérea adotou oficialmente o AR-5 como o MA-1 em 1956. No entanto, a Força Aérea nunca recebeu financiamento para comprar mais do que os 12 modelos de testes originais devido ao cancelamento da frota XB-70 que deixou o número de armas de sobrevivência M4 e M6 da tripulação já no inventário suficiente para as necessidades da Força Aérea existentes. A adopção do MA-1 estabeleceu ArmaLite como uma empresa de armas de fogo reconhecida, levando a vários outros desenhos de rifle de sucesso variável (por exemplo, o AR-7, AR-10 e AR-15).

## Projeto

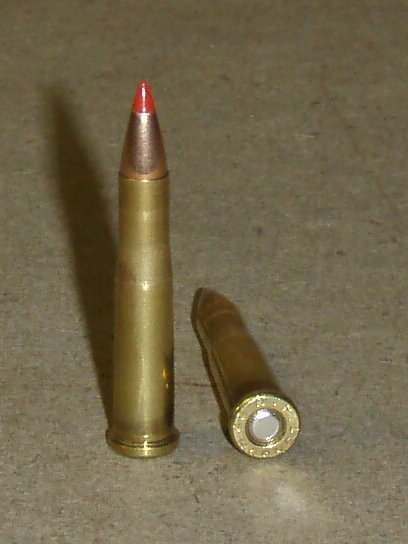
22 Hornet

A antecessora M6 Aircrew Survival Weapon é uma arma de combinação de ação de quebra superposta ("over-under") com um canhão do rifle de tiro único .22 sobre um cano de espingarda .410. Embora haja versatilidade para tal combinação, o compartimento de caixa destacável do AR-5 alimentado com ação de parafuso tem a vantagem da capacidade de fogo rápido. O AR-5, como o M4 Survival Rifle e os rifles de sobrevivência da Força Aérea M6, usou o cartucho .22 Hornet que tem 2,3 vezes a velocidade do focinho e 7 vezes a energia do comum .22 Long Rifle (ao comparar balas de 40 gr) , e ainda assim tem um recuo leve.
Projetado para ser montado em cabines apertadas aeronaves, o rifle foi feito de plásticos leves e ligas de alumínio. O AR-5 foi o único para poder ser desmontado com todas as peças de trabalho armazenadas no estoque. Quando guardado desta maneira, o rifle foi capaz de flutuar.
Armalite usou a pesquisa e ferramentaria do AR-5/MA-1 para desenvolver o Armalite AR-7, um rifle semiautomático de oito disparos cartucho .22 Long Rifle. Liberado em 1959 como uma arma de sobrevivência civil e em produção contínua desde então, o AR-7 está relacionado com o AR-5 em termos de seu plano geral, e mantém a mesma remoção modular, armazenamento em estoque e a capacidade de flutuar.